# John C. Woods

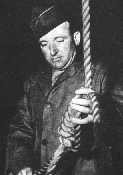
John C. Woods, 1946 in Nürnberg

John Clarence Woods (* 5. Juni 1911 in Wichita, Kansas; † 21. Juli 1950 auf Eniwetok, Marshallinseln) war ein US-amerikanischer Soldat (zuletzt Master Sergeant) und in dieser Position Henker der 3. US-Armee (United States Army).

## Leben
John Woods wuchs bei seiner Großmutter auf, nachdem sich seine Eltern hatten scheiden lassen, als er erst zwei Jahre alt war. Er besuchte die örtliche High School, brach die Ausbildung jedoch bereits nach zwei Jahren ab.
1929 trat er in die US Navy ein, wurde jedoch bereits nach wenigen Monaten wegen psychischer Auffälligkeiten und wiederholter Widersetzlichkeit unehrenhaft entlassen. Vor dem Eintritt der USA in den Zweiten Weltkrieg arbeitete er dann als Bauarbeiter und Lagerist, ehe er im August 1943 zur Army eingezogen und dem 37. Pionierbataillon (37th Combat Engineer Bataillon) zugeteilt wurde. Er nahm an der Invasion in der Normandie am 6. Juni 1944 am Omaha Beach teil, bei der viele seiner Kameraden starben. Dieses Erlebnis bewog ihn dazu, nach einem Weg zu suchen, um zukünftig dem Frontdienst zu entgehen. Eine Möglichkeit hierzu sah er darin, sich als Armeehenker anzudienen, und er hatte damit Erfolg: Im Herbst 1944 wurde er von seiner bisherigen Einheit zum Militärgefängnis Paris (Paris Disciplinary Training Center) versetzt und vom einfachen Soldaten zum Master Sergeant, dem höchsten Unteroffiziersrang, befördert, womit sich zugleich sein Gehalt mehr als verdoppelte. Er hatte – vermutlich unwahr – angegeben, er habe bei zwei Hinrichtungen in Texas und bei zweien in Oklahoma assistiert, und die Armee suchte einen Henker für weitere bevorstehende Hinrichtungen.
In der Folgezeit erhängte er mindestens 34 amerikanische Soldaten und assistierte in mindestens drei weiteren Fällen. Den Protokollen zufolge erfolgten mindestens elf dieser Exekutionen stümperhaft („bungled“). Nach dem Krieg erhängte er zunächst mehrere Deutsche, die wegen Mordes an amerikanischen Fliegern schuldig gesprochen worden waren, und setzte dann seine Henkerstätigkeit an verschiedenen Orten fort. Unter anderem starben nach dem ersten Dachauer Prozess 14 Angehörige der Wachmannschaft des Konzentrationslagers Dachau von seiner Hand im Gefängnis von Landsberg. Im Zusammenhang mit der Hinrichtung eines deutschen Polizisten wurde Leutnant Stanley Tilles auf ihn aufmerksam, dem man die Organisation der Hinrichtungen im Gefolge des Prozesses gegen die Hauptkriegsverbrecher in Nürnberg übertragen hatte, und kurz darauf übernahm Woods auch hier die Aufgabe des Henkers.
Die Hinrichtungen von zehn der zwölf bei diesem Prozess zum Tode Verurteilten vollzog Woods in den frühen Morgenstunden des 16. Oktober 1946 zusammen mit seinem Assistenten Joseph Malta in der Turnhalle des Nürnberger Gefängnisses. Hierbei berechneten entweder Woods oder sein Kollege die Längen der für das Hängen verwendeten Stricke anscheinend fehlerhaft, so dass bei mehreren Delinquenten nicht der (nach den Vorschriften) beabsichtigte schnelle Tod durch Genickbruch eintrat, sondern sie stattdessen langsam und qualvoll erstickten; die Todeskämpfe dauerten teils eine knappe halbe Stunde. Auch die Falltür war zu klein bemessen, so dass sich einige der Hingerichteten beim Fallen blutige Kopfverletzungen einschließlich Nasenbeinbrüchen zuzogen.
Unmittelbar nach den Hinrichtungen bekundete Woods ausdrücklich seinen Stolz auf seine „Leistung“ und befand, er habe eine solche Prozedur noch nie besser laufen sehen. Bis heute wird vielfach der Verdacht geäußert, Woods habe absichtlich die Delinquenten zu Tode quälen wollen. Zu dieser Zeit galt er bereits als schwerer Trinker.
Insgesamt führte Woods nach eigenen Angaben 347 Hinrichtungen durch, was allerdings offenbar weit übertrieben ist. Neueren Forschungen zufolge waren es eher 60 bis 70, eine andere Quelle nennt eine Zahl von 92 Hinrichtungen.
Die Hinrichtungen im Oktober 1946 waren seine letzten, ehe Woods wieder zu einer Pioniereinheit versetzt wurde. Sie wurde in der Folgezeit auf das zu den Marshallinseln gehörige Atoll Eniwetok verlegt, wo die Amerikaner Atomwaffentests durchführten. Beim Reparieren einer Beleuchtungsanlage kam Woods durch einen Stromschlag ums Leben. Freunde Woods’ äußerten allerdings den Verdacht, es habe sich dabei nicht um einen Unfall, sondern einen Mord gehandelt, weil deutsche Wissenschaftler und Ingenieure, die inzwischen für die USA arbeiteten, die Stromleitung entsprechend präpariert hätten. Demzufolge hätte es sich um einen Racheakt für seine grausamen Hinrichtungspraktiken an den deutschen Delinquenten gehandelt.

## Belege
1. ↑  French MacLean: The Fifth Field. Schiffer Military, 2013, ISBN 978-0-7643-4577-7, S. 79 (amerikanisches Englisch).
2. ↑  French MacLean, The Fifth Field, S. 77
3. ↑  Joseph Kingsbury-Smith: The Execution of Nazi War Criminals. International News Service, 1946 (famous-trials.com [abgerufen am 1. Dezember 2022] Ausführlicher journalistischer Augenzeugenbericht, englisch).
4. 1 2  TIME Magazine, October 28, 1946, p. 34 (englisch)
5. 1 2  Peter Sheridan: Con artist who tricked US army to promoting him to be their hangman. In: Sunday Express. 26. August 2019.
6. ↑  Spiegel Online, Nürnberger Prozesse: Der Tod durch den Strick dauerte 15 Minuten, 16. Januar 2007
7. ↑  Joe J. Heydecker, Johannes Leeb: Der Nürnberger Prozess. 1. Auflage. Kiepenheuer & Witsch, Köln 2015, Tod durch den Strang.
8. 1 2  Samuel Warde: The Army Had This Certified Psychopath Hang Condemned Nazis — And He Made Them Suffer. 30. Januar 2020, abgerufen am 26. Januar 2024 (amerikanisches Englisch).
9. 1 2  French MacLean, The Fifth Field, S. 286
10. ↑  Armed forces: Hangman's end. In: Time. 7. August 1950, ISSN 0040-781X (time.com [abgerufen am 26. Januar 2024]).

| Personendaten    | Personendaten                                                                     |
| ---------------- | --------------------------------------------------------------------------------- |
| NAME             | Woods, John C.                                                                    |
| ALTERNATIVNAMEN  | Woods, John Clarence (vollständiger Name)                                         |
| KURZBESCHREIBUNG | US-amerikanischer Master Sergeant und Henker der 3. US-Armee (United States Army) |
| GEBURTSDATUM     | 5. Juni 1911                                                                      |
| GEBURTSORT       | Wichita, Kansas                                                                   |
| STERBEDATUM      | 21. Juli 1950                                                                     |
| STERBEORT        | auf Eniwetok, Marshallinseln                                                      |